# Trachyrincus longirostris
Trachyrincus longirostris és una espècie de peix de la família dels macrúrids i de l'ordre dels gadiformes.

## Morfologia
- Els mascles poden assolir 60 cm de llargària total.[2][3]

## Hàbitat
És un peix marí i d'aigües profundes.

## Distribució geogràfica
Es troba a l'est d'Austràlia (des de Nova Gal·les del Sud fins a Victòria) i, també, a Nova Zelanda.